# Lycopodiella ramulosa
Espèce
Synonymes
- Lycopodium ramulosum Kirk[2]

Lycopodiella ramulosa est une espèce de petites plantes d'environ 20 cm présentes sur les principales îles de la Nouvelle-Zélande et en Australie.

## Synonymes
Cette espèce a pour synonymes : 
- Lycopodium ramulosum Kirk[2]
- Lycopodium laterale var. diffusum (R.Br.) Hook.f.
- Lepidotis diffusa (R.Br.) Rothm.
- Lycopodium diffusum R.Br.
- Lateristachys diffusa (R.Br.) Holub
- Lateristachys ramulosa (Kirk) Holub